# Parque Lezama

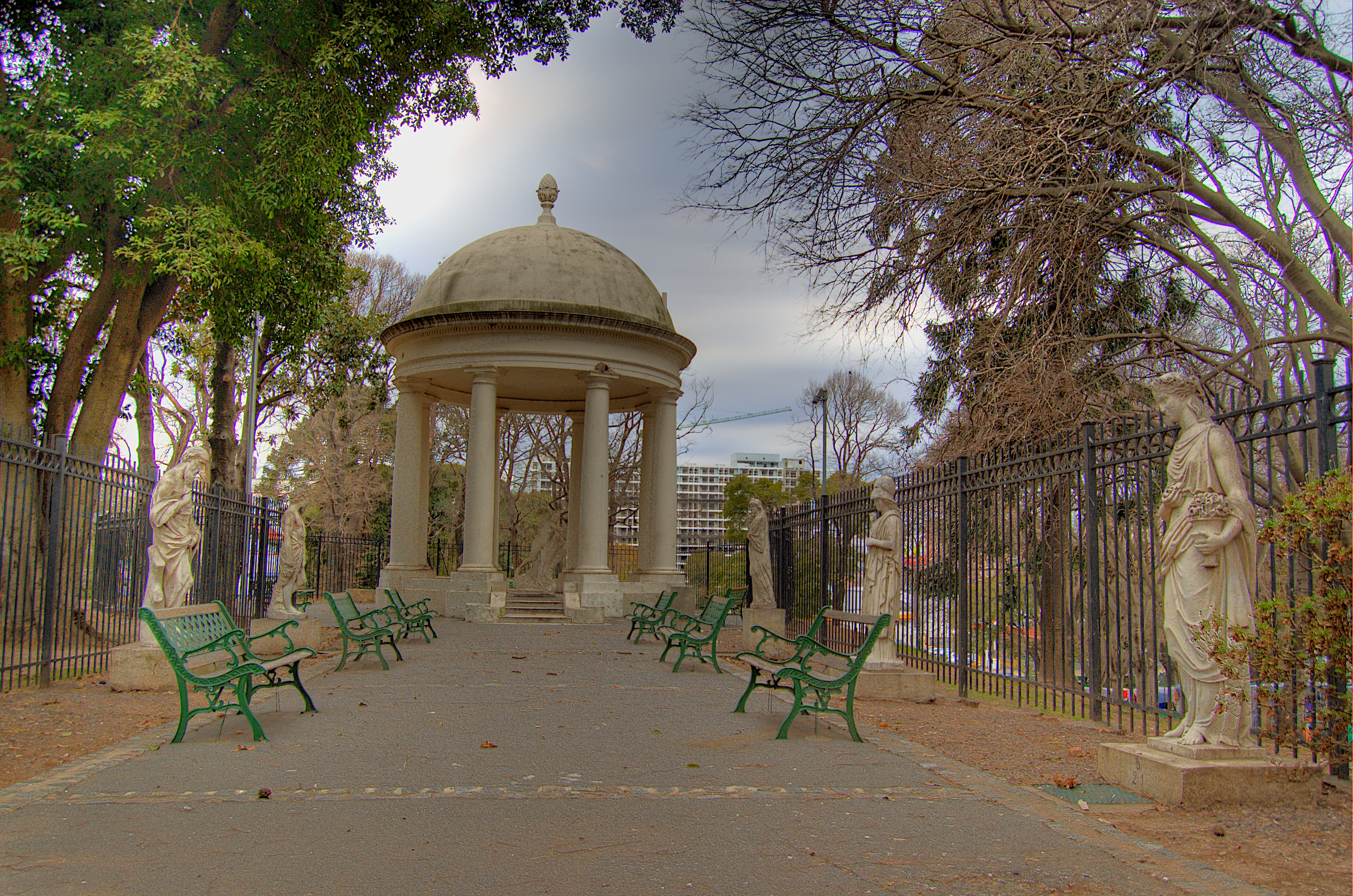
Gazebo und Skulpturen-Allee

Der Parque Lezama ist ein öffentlicher Park in der argentinischen Hauptstadt Buenos Aires. Er befindet sich im Stadtteil San Telmo.

## Überblick
Historiker glauben, die Schlucht im östlichen Teil des Parks könnte der Platz gewesen sein, an dem Pedro de Mendoza 1536 zum ersten Mal in Buenos Aires an Land ging. 1790 wurde dann das Gebiet des heutigen Parks, südlich der damals noch kleinen Siedlung Buenos Aires gelegen, von Manuel Gallego y Valcárcel gekauft und wurde später mehrmals weiterverkauft. Charles Ridgley Horne baute schließlich an der westlichen Ecke (heute: Calle Defensa) ein Herrenhaus im Barockstil. Als Juan Manuel de Rosas abgesetzt wurde, ging auch Ridgley Horne als dessen ehemaliger Verbündeter ins Exil und das Land wurde an José Gregorio Lezama verkauft, der Parzellen im Norden hinzufügte und dem heutigen Park somit seine jetzigen Ausmaße gab. 
Lezama verschönerte sowohl das Haus als auch das Grundstück, pflanzte Reihen von Tipuana- und Jacaranda-Bäumen, bevor diese Baumarten fast typisch für Buenos Aires wurden. Nach seinem Tod 1894 verkaufte Lezamas Witwe das acht Hektar große Grundstück an die Stadt mit der Maßgabe, daraus einen Park zum Gedenken an ihren verstorbenen Ehemann zu machen. Die Villa an der Calle Defensa wurde 1897 in das Historische Nationalmuseum umgewandelt und der Garten 1904 von dem Landschaftsarchitekten Carlos Thays mit Toren, einem Rosengarten, einem Pavillon, einem Skulpturengarten und einer Esplanade neu angelegt. Die Umgebung des Parks wurde 1901 durch die Einweihung der Russisch-Orthodoxen Kirche von Buenos Aires und durch den Bau mehrerer Gebäude im Stile des Zweiten Kaiserreichs aufgewertet. 
In den 1930ern wurde die Umzäunung entfernt sowie mehrere Monumente errichtet, darunter das Monumento a Pedro Mendoza. In den vergangenen Jahrzehnten zeigte der Park zunehmend Altersspuren, auch hervorgerufen durch den Diebstahl von Dekorations-Urnen und Bronzeplastiken. Der Bürgermeister Mauricio Macri initiierte 2008 Renovierungsarbeiten am Park. Zu den Maßnahmen, die Ende 2009 fertiggestellt sein sollten, gehören eine neue Umzäunung nach Vorbild der alten sowie eine Sonnenuhr.